# Santo Antônio do Itambé
Santo Antônio do Itambé là một đô thị thuộc bang Minas Gerais, Brasil. Đô thị này có diện tích 303,857 km², dân số năm 2007 là 4517 người, mật độ 15,4 người/km².